# Lijst van rijksmonumenten in de Kerkstraat (Amsterdam)
Een overzicht van de 140 rijksmonumenten in de Kerkstraat in Amsterdam.
| Object | Oorspronkelijke functie? | Bouwjaar                                         | Architect       | Locatie         | Coördinaten?                  | Nr.?   | Afbeelding                                                                                           |
| --- | ------------------------ | ------------------------------------------------ | --------------- | --------------- | ----------------------------- | ------ | --- |
| Dwarshuisje met pothuis, gepleisterde gevel                                                                                        | Gebouw                   | 17e of 18e eeuw                                  |                 | Kerkstraat 1    | 52° 21' 59" NB, 4° 53' 3" OL  | 2814   | Dwarshuisje met pothuis, gepleisterde gevel                                                          |
| Dwarshuisje met pothuis, gepleisterde gevel                                                                                        | Gebouw                   | 17e of 18e eeuw                                  |                 | Kerkstraat 3    | 52° 21' 59" NB, 4° 53' 3" OL  | 2815   | Dwarshuisje met pothuis, gepleisterde gevel                                                          |
| Dwarshuisje met pothuis | Gebouw                   | 17e of 18e eeuw                                  |                 | Kerkstraat 5    | 52° 21' 59" NB, 4° 53' 3" OL  | 2816   | Dwarshuisje met pothuis                                                                              |
| Pand met klokgevel | Gebouw                   | tweede helft 17e eeuw                            |                 | Kerkstraat 7    | 52° 21' 58" NB, 4° 53' 3" OL  | 2817   | Meer afbeeldingen                                                                                    |
| Huis met gevel onder rechte lijst en dakvoorschot                                                                                  | Woonhuis                 | 17e of 19e eeuw                                  |                 | Kerkstraat 9    | 52° 21' 58" NB, 4° 53' 4" OL  | 2818   | Meer afbeeldingen                                                                                    |
| Pand met klokgevel onder houten fronton                                                                                            | Gebouw                   | 18e/19e eeuw                                     |                 | Kerkstraat 13   | 52° 21' 58" NB, 4° 53' 4" OL  | 2819   | Pand met klokgevel onder houten fronton                                                              |
| Pand met halsgeveltje met vleugelstukken en fronton                                                                                | Gebouw                   | 17e/18e/19e eeuw                                 |                 | Kerkstraat 15   | 52° 21' 58" NB, 4° 53' 4" OL  | 2820   | Meer afbeeldingen                                                                                    |
| Pand met halsgeveltje met vleugelstukken en fronton                                                                                | Gebouw                   | 18e/19e eeuw                                     |                 | Kerkstraat 17   | 52° 21' 58" NB, 4° 53' 4" OL  | 2821   | Meer afbeeldingen                                                                                    |
| Pand met halsgevel | Gebouw                   | 18e/19e eeuw                                     |                 | Kerkstraat 19   | 52° 21' 58" NB, 4° 53' 5" OL  | 2822   | Meer afbeeldingen                                                                                    |
| Koetshuis met gevel onder rechte lijst                                                                                             | Gebouw                   | 18e eeuw                                         |                 | Kerkstraat 23   | 52° 21' 57" NB, 4° 53' 5" OL  | 2823   | Koetshuis met gevel onder rechte lijst                                                               |
| Voormalig koetshuis met gevel onder rechte lijst en deuromlijstingen                                                               | Woonhuis                 | vermoedelijk 17e eeuw (kern)                     |                 | Kerkstraat 27A  | 52° 21' 57" NB, 4° 53' 6" OL  | 2824   | Voormalig koetshuis met gevel onder rechte lijst en deuromlijstingen                                 |
| Voormalig koetshuis | Gebouw                   | 17e eeuw                                         |                 | Kerkstraat 29   | 52° 21' 57" NB, 4° 53' 6" OL  | 2825   | Voormalig koetshuis                                                                                  |
| Pand met halsgevel | Gebouw                   | 1737                                             |                 | Kerkstraat 35   | 52° 21' 56" NB, 4° 53' 7" OL  | 2826   | Meer afbeeldingen                                                                                    |
| Pand met halsgevel | Gebouw                   | 1737                                             |                 | Kerkstraat 37   | 52° 21' 56" NB, 4° 53' 7" OL  | 2827   | Meer afbeeldingen                                                                                    |
| Pand met halsgevel | Gebouw                   | 1737                                             |                 | Kerkstraat 39-I | 52° 21' 56" NB, 4° 53' 7" OL  | 2828   | Meer afbeeldingen                                                                                    |
| Ten dele gesloopt pand met gevel                                                                                                   | Gebouw                   | eerste helft 19e eeuw                            |                 | Kerkstraat 41   | 52° 21' 55" NB, 4° 53' 8" OL  | 2829   | Ten dele gesloopt pand met gevel                                                                     |
| Liberty | Industrie                | 1926-1927                                        |                 | Kerkstraat 45   | 52° 21' 55" NB, 4° 53' 9" OL  | 518358 | Meer afbeeldingen                                                                                    |
| Huis met gepleisterde en van stucversiering voorziene gevel                                                                        | Gebouw                   | 18e/19e eeuw                                     |                 | Kerkstraat 57   | 52° 21' 55" NB, 4° 53' 10" OL | 2830   | Huis met gepleisterde en van stucversiering voorziene gevel                                          |
| Koetshuizengroep met bovenwoningen, achter gemeenschappelijke gevel onder brede klokvormige top met a-jour vierpas                 | Gebouw                   | ca. 1750                                         |                 | Kerkstraat 61   | 52° 21' 54" NB, 4° 53' 10" OL | 2831   | Meer afbeeldingen                                                                                    |
| Dwarshuis met gevel | Gebouw                   | 18e/19e eeuw                                     |                 | Kerkstraat 87   | 52° 21' 53" NB, 4° 53' 13" OL | 2832   | Dwarshuis met gevel                                                                                  |
| Ten dele gesloopt 18e-eeuws huis                                                                                                   | Gebouw                   | 18e eeuw                                         |                 | Kerkstraat 89   | 52° 21' 53" NB, 4° 53' 13" OL | 2833   | Ten dele gesloopt 18e-eeuws huis                                                                     |
| Huis onder schilddak en voorzien van een gevel onder rechte lijst met consoles                                                     | Gebouw                   | tweede helft 19e eeuw                            |                 | Kerkstraat 93   | 52° 21' 52" NB, 4° 53' 13" OL | 2834   | Huis onder schilddak en voorzien van een gevel onder rechte lijst met consoles                       |
| Huis, vanwege de zandstenen afdekkingen van de klokvormige geveltop                                                                | Gebouw                   | derde kwart 18e eeuw                             |                 | Kerkstraat 119  | 52° 21' 51" NB, 4° 53' 16" OL | 2835   | Huis, vanwege de zandstenen afdekkingen van de klokvormige geveltop                                  |
| Koetshuis met puntgevel en houten pui                                                                                              | Gebouw                   | 18e eeuw                                         |                 | Kerkstraat 121  | 52° 21' 51" NB, 4° 53' 16" OL | 2836   | Koetshuis met puntgevel en houten pui                                                                |
| Koetshuis met puntgevel en houten pui                                                                                              | Gebouw                   | 18e eeuw                                         |                 | Kerkstraat 123  | 52° 21' 51" NB, 4° 53' 16" OL | 2837   | Koetshuis met puntgevel en houten pui                                                                |
| Pand met gevel onder rechte lijst met consoles en met geblokte pui                                                                 | Gebouw                   | ca. 1800                                         |                 | Kerkstraat 137  | 52° 21' 50" NB, 4° 53' 17" OL | 2838   | Pand met gevel onder rechte lijst met consoles en met geblokte pui                                   |
| Pand met gevel onder rechte lijst met consoles                                                                                     | Gebouw                   | eerste helft 18e eeuw                            |                 | Kerkstraat 139  | 52° 21' 50" NB, 4° 53' 18" OL | 2839   | Pand met gevel onder rechte lijst met consoles                                                       |
| Pand met halsgevel | Gebouw                   | tweede kwart 18e eeuw                            |                 | Kerkstraat 141  | 52° 21' 50" NB, 4° 53' 18" OL | 2840   | Pand met halsgevel                                                                                   |
| Pand waarvan de gevel wordt bekroond door een klokvormige top onder rollagen                                                       | Gebouw                   | 18e/19e eeuw                                     |                 | Kerkstraat 149  | 52° 21' 49" NB, 4° 53' 19" OL | 2841   | Pand waarvan de gevel wordt bekroond door een klokvormige top onder rollagen                         |
| Huis waarvan de latere gevel wordt afgesloten door een rechte lijst waarboven een groot dakvoorschot                               | Gebouw                   | 17e eeuw (kern)                                  |                 | Kerkstraat 155  | 52° 21' 48" NB, 4° 53' 20" OL | 2842   | Huis waarvan de latere gevel wordt afgesloten door een rechte lijst waarboven een groot dakvoorschot |
| Koetshuis onder dwars dak waarin dakkapel                                                                                          | Gebouw                   | 18e eeuw                                         |                 | Kerkstraat 183  | 52° 21' 48" NB, 4° 53' 23" OL | 2843   | Meer afbeeldingen                                                                                    |
| Koetshuis onder dwars dak | Gebouw                   | 18e eeuw                                         |                 | Kerkstraat 185  | 52° 21' 48" NB, 4° 53' 24" OL | 2844   | Meer afbeeldingen                                                                                    |
| Koetshuis onder dwars dak | Gebouw                   | 18e eeuw                                         |                 | Kerkstraat 187  | 52° 21' 48" NB, 4° 53' 24" OL | 2845   | Meer afbeeldingen                                                                                    |
| Pand met halsgevel | Gebouw                   |                                                  |                 | Kerkstraat 189  | 52° 21' 48" NB, 4° 53' 24" OL | 2846   | Meer afbeeldingen                                                                                    |
| Pand met halsgevel | Gebouw                   | ca. 1725                                         |                 | Kerkstraat 191  | 52° 21' 48" NB, 4° 53' 25" OL | 2847   | Meer afbeeldingen                                                                                    |
| Pand met halsgevel | Gebouw                   | ca. 1725                                         |                 | Kerkstraat 193  | 52° 21' 48" NB, 4° 53' 25" OL | 2848   | Meer afbeeldingen                                                                                    |
| Smal huisje onder dwars dak | Woonhuis                 | 17e eeuw                                         |                 | Kerkstraat 195  | 52° 21' 48" NB, 4° 53' 25" OL | 2849   | Smal huisje onder dwars dak                                                                          |
| Smal huisje onder dwars dak | Woonhuis                 | 17e eeuw                                         |                 | Kerkstraat 197  | 52° 21' 48" NB, 4° 53' 25" OL | 2850   | Smal huisje onder dwars dak                                                                          |
| Pand met puntgevel onder rollagen                                                                                                  | Gebouw                   | 18e/19e eeuw                                     |                 | Kerkstraat 201  | 52° 21' 48" NB, 4° 53' 26" OL | 2851   | Pand met puntgevel onder rollagen                                                                    |
| Pand met gevel onder rechte lijst met consoles                                                                                     | Gebouw                   | ca. 1800                                         |                 | Kerkstraat 207  | 52° 21' 47" NB, 4° 53' 27" OL | 2852   | Pand met gevel onder rechte lijst met consoles                                                       |
| Pand met halsgevel snijraam en -hek                                                                                                | Gebouw                   | 17e/18e/19e eeuw                                 |                 | Kerkstraat 217  | 52° 21' 47" NB, 4° 53' 28" OL | 2853   | Meer afbeeldingen                                                                                    |
| Pand met halsgevel met oeils-de-boeuf                                                                                              | Gebouw                   | 1670                                             |                 | Kerkstraat 34A  | 52° 21' 56" NB, 4° 53' 5" OL  | 2883   | Pand met halsgevel met oeils-de-boeuf                                                                |
| Pand met halsgevel | Woonhuis                 | 1670                                             |                 | Kerkstraat 36   | 52° 21' 56" NB, 4° 53' 5" OL  | 2884   | Pand met halsgevel                                                                                   |
| Huis waarvan de gevel verhoogd is                                                                                                  | Gebouw                   | 1670                                             |                 | Kerkstraat 38   | 52° 21' 56" NB, 4° 53' 5" OL  | 2885   | Huis waarvan de gevel verhoogd is                                                                    |
| Huis, deel uitmakend van het complex beneden- en bovenwoningen 46-48                                                               | Gebouw                   | 17e eeuw                                         |                 | Kerkstraat 46   | 52° 21' 55" NB, 4° 53' 8" OL  | 2886   | Huis, deel uitmakend van het complex beneden- en bovenwoningen 46-48                                 |
| Huis, deel uitmakend van het complex beneden- en bovenwoningen 46-48                                                               | Gebouw                   | 17e eeuw                                         |                 | Kerkstraat 48   | 52° 21' 55" NB, 4° 53' 8" OL  | 2887   | Huis, deel uitmakend van het complex beneden- en bovenwoningen 46-48                                 |
| Oud huis waarvoor een nieuwe gevel, waarop de oude hals                                                                            | Woonhuis                 | eerste kwart 18e eeuw                            |                 | Kerkstraat 62   | 52° 21' 54" NB, 4° 53' 9" OL  | 2888   | Oud huis waarvoor een nieuwe gevel, waarop de oude hals                                              |
| Ouder huis met latere gevel onder rechte lijst met dakkapel                                                                        | Woonhuis                 | midden 19e eeuw                                  |                 | Kerkstraat 64   | 52° 21' 54" NB, 4° 53' 9" OL  | 2889   | Meer afbeeldingen                                                                                    |
| Huis met gevel onder rechte lijst en dakkapel                                                                                      | Gebouw                   | 17e/19e eeuw                                     |                 | Kerkstraat 68A  | 52° 21' 54" NB, 4° 53' 10" OL | 2890   | Meer afbeeldingen                                                                                    |
| Huis met gevel onder rechte lijst                                                                                                  | Woonhuis                 | 17e/18e/19e eeuw                                 |                 | Kerkstraat 72   | 52° 21' 53" NB, 4° 53' 11" OL | 2891   | Meer afbeeldingen                                                                                    |
| Pand, vanwege de gevelsteen en de zandstenen vleugelstukken van de gevelhals                                                       | Gebouw                   | derde of vierde kwart 17e eeuw                   |                 | Kerkstraat 76   | 52° 21' 53" NB, 4° 53' 11" OL | 2892   | Meer afbeeldingen                                                                                    |
| Pand met klokgevel | Gebouw                   | 18e eeuw                                         |                 | Kerkstraat 80   | 52° 21' 53" NB, 4° 53' 11" OL | 2893   | Meer afbeeldingen                                                                                    |
| Pand met klokgevel met geblokte deuromlijsting                                                                                     | Gebouw                   | derde kwart 18e eeuw                             |                 | Kerkstraat 82   | 52° 21' 53" NB, 4° 53' 11" OL | 2894   | Meer afbeeldingen                                                                                    |
| Pand met halsgevel | Woonhuis                 | eerste kwart 18e eeuw                            |                 | Kerkstraat 100  | 52° 21' 52" NB, 4° 53' 13" OL | 2895   | Pand met halsgevel                                                                                   |
| Huis met herbouwde gevel onder de oude hals                                                                                        | Woonhuis                 | eerste kwart 18e eeuw                            |                 | Kerkstraat 102  | 52° 21' 52" NB, 4° 53' 13" OL | 2896   | Meer afbeeldingen                                                                                    |
| Pand met halsgevel | Gebouw                   | eerste kwart 18e eeuw                            |                 | Kerkstraat 104  | 52° 21' 52" NB, 4° 53' 13" OL | 2897   | Meer afbeeldingen                                                                                    |
| Pand met halsgevel met vleugelstukken van het type met het 'doorboorde-bloem-motief' en lofwerk om een wapenschild in de afdekking | Gebouw                   | 18e/20e eeuw                                     |                 | Kerkstraat 106  | 52° 21' 51" NB, 4° 53' 13" OL | 2898   | Meer afbeeldingen                                                                                    |
| Vermoedelijk voormalig achterhuis                                                                                                  | Gebouw                   | ca. 1700 (oorsprong)                             |                 | Kerkstraat 130  | 52° 21' 50" NB, 4° 53' 16" OL | 2900   | Vermoedelijk voormalig achterhuis                                                                    |
| Koetshuis met puntgevel waarin deur en snijraam                                                                                    | Gebouw                   | 18e/19e eeuw                                     |                 | Kerkstraat 132  | 52° 21' 50" NB, 4° 53' 16" OL | 2901   | Koetshuis met puntgevel waarin deur en snijraam                                                      |
| Hoekhuis onder schilddak, met omlopende houten pui en uitstalkastje                                                                | Gebouw                   | eerste kwart 19e eeuw                            |                 | Kerkstraat 146  | 52° 21' 48" NB, 4° 53' 19" OL | 2902   | Meer afbeeldingen                                                                                    |
| Pand met gebroken dak en gevel onder rechte lijst                                                                                  | Gebouw                   | tweede helft 19e eeuw                            |                 | Kerkstraat 150  | 52° 21' 48" NB, 4° 53' 20" OL | 2903   | Pand met gebroken dak en gevel onder rechte lijst                                                    |
| Pand met gevel onder rechte lijst waarboven een dakvoorschot                                                                       | Gebouw                   | 19e eeuw                                         |                 | Kerkstraat 158  | 52° 21' 48" NB, 4° 53' 21" OL | 2904   | Pand met gevel onder rechte lijst waarboven een dakvoorschot                                         |
| Verhoogd pand met gebroken dak | Gebouw                   | vermoedelijk 17e eeuw (kern) 19e eeuw (verhoogd) |                 | Kerkstraat 172  | 52° 21' 47" NB, 4° 53' 23" OL | 2905   | Verhoogd pand met gebroken dak                                                                       |
| Pand met puntgevel | Gebouw                   | 18e eeuw                                         |                 | Kerkstraat 176  | 52° 21' 47" NB, 4° 53' 23" OL | 2906   | Pand met puntgevel                                                                                   |
| Huis met gevel onder rechte lijst                                                                                                  | Gebouw                   | 17e/19e eeuw                                     |                 | Kerkstraat 180  | 52° 21' 47" NB, 4° 53' 24" OL | 2907   | Meer afbeeldingen                                                                                    |
| Pand met gepleisterde klokgevel | Gebouw                   | 18e/19e eeuw                                     |                 | Kerkstraat 182  | 52° 21' 47" NB, 4° 53' 24" OL | 2908   | Meer afbeeldingen                                                                                    |
| Pand met klokgevel | Gebouw                   | 17e/19e eeuw                                     |                 | Kerkstraat 184  | 52° 21' 47" NB, 4° 53' 24" OL | 2909   | Meer afbeeldingen                                                                                    |
| Pand met klokgevel | Gebouw                   | tweede helft 17e eeuw                            |                 | Kerkstraat 186  | 52° 21' 47" NB, 4° 53' 24" OL | 2910   | Meer afbeeldingen                                                                                    |
| In oude stijl nieuw opgetrokken pand vanwege de zandstenen onderdelen van de gevelhals                                             | Gebouw                   | laatste kwart 17e eeuw                           |                 | Kerkstraat 192  | 52° 21' 47" NB, 4° 53' 25" OL | 2911   | Meer afbeeldingen                                                                                    |
| Pand met klokgevel | Gebouw                   | 17e/19e eeuw                                     |                 | Kerkstraat 188  | 52° 21' 47" NB, 4° 53' 25" OL | 2912   | Meer afbeeldingen                                                                                    |
| In oude stijl nieuw opgetrokken pand vanwege de zandstenen onderdelen van de gevelhals                                             | Gebouw                   | eerste helft 18e eeuw                            |                 | Kerkstraat 194  | 52° 21' 47" NB, 4° 53' 25" OL | 2913   | Meer afbeeldingen                                                                                    |
| In oude stijl nieuw opgetrokken pand vanwege de zandstenen onderdelen van de gevelhals                                             | Gebouw                   | eerste helft 18e eeuw                            |                 | Kerkstraat 196  | 52° 21' 47" NB, 4° 53' 26" OL | 2914   | Meer afbeeldingen                                                                                    |
| Pand vanwege de zandstenen onderdelen van de gevelhals                                                                             | Gebouw                   | laatste helft 17e eeuw                           |                 | Kerkstraat 198  | 52° 21' 47" NB, 4° 53' 26" OL | 2915   | Meer afbeeldingen                                                                                    |
| Huis met gevel onder kloktop | Woonhuis                 | 17e/18e/19e eeuw                                 |                 | Kerkstraat 200  | 52° 21' 47" NB, 4° 53' 26" OL | 2916   | Meer afbeeldingen                                                                                    |
| Huis met gevel onder rechte lijst met consoles en dakkapel                                                                         | Woonhuis                 | 17e/18e/19e eeuw                                 |                 | Kerkstraat 202  | 52° 21' 47" NB, 4° 53' 26" OL | 2917   | Huis met gevel onder rechte lijst met consoles en dakkapel                                           |
| Pand onder dwars dak waarin een dakkapel op de rechte gevellijst                                                                   | Gebouw                   | derde kwart 18e eeuw                             |                 | Kerkstraat 240  | 52° 21' 46" NB, 4° 53' 32" OL | 2918   | Pand onder dwars dak waarin een dakkapel op de rechte gevellijst                                     |
| Pand onder dwars dak vermoedelijk oorspronkelijk koetshuizen met bovenwoningen                                                     | Gebouw                   | 18e eeuw                                         |                 | Kerkstraat 251  | 52° 21' 46" NB, 4° 53' 34" OL | 2854   | Pand onder dwars dak vermoedelijk oorspronkelijk koetshuizen met bovenwoningen                       |
| Pand met achtergevel met middenportiek op toscaanse zuilen, met fronton en balustrade                                              | Gebouw                   | mogelijk begin 19e eeuw                          |                 | Kerkstraat 257  | 52° 21' 46" NB, 4° 53' 35" OL | 2855   | Pand met achtergevel met middenportiek op toscaanse zuilen, met fronton en balustrade                |
| Groot koetshuis | Gebouw                   | 18e/19e eeuw                                     |                 | Kerkstraat 259  | 52° 21' 46" NB, 4° 53' 35" OL | 2856   | Groot koetshuis                                                                                      |
| Pand met bakstenen gevel met natuurstenen onderdelen                                                                               | Appartementengebouw      | 1690-1710                                        | Adriaen Dortsma | Kerkstraat 261H | 52° 21' 46" NB, 4° 53' 36" OL | 528069 | Pand met bakstenen gevel met natuurstenen onderdelen                                                 |
| Pand met gevel onder rechte lijst met doristisch drielicht op de tweede verdieping                                                 | Gebouw                   | midden 19e eeuw                                  |                 | Kerkstraat 263  | 52° 21' 46" NB, 4° 53' 37" OL | 2858   | Pand met gevel onder rechte lijst met doristisch drielicht op de tweede verdieping                   |
| Pand met gevel onder rechte lijst met doristisch drielicht op de 2e verdieping                                                     | Gebouw                   | midden 19e eeuw                                  |                 | Kerkstraat 265  | 52° 21' 46" NB, 4° 53' 37" OL | 2859   | Meer afbeeldingen                                                                                    |
| Pand met gevel onder rechte lijst met doristisch drielicht op de 2e verdieping                                                     | Gebouw                   | midden 19e eeuw                                  |                 | Kerkstraat 267  | 52° 21' 46" NB, 4° 53' 37" OL | 2860   | Meer afbeeldingen                                                                                    |
| Huis onder dwars dak | Woonhuis                 | 18e eeuw                                         |                 | Kerkstraat 269  | 52° 21' 46" NB, 4° 53' 37" OL | 2861   | Meer afbeeldingen                                                                                    |
| Huis onder dwars dak met gevel onder rechte lijst                                                                                  | Gebouw                   | 18e/19e eeuw                                     |                 | Kerkstraat 271  | 52° 21' 46" NB, 4° 53' 38" OL | 2862   | Meer afbeeldingen                                                                                    |
| Huis onder dwars dak | Gebouw                   | 18e eeuw                                         |                 | Kerkstraat 273  | 52° 21' 46" NB, 4° 53' 38" OL | 2863   | Huis onder dwars dak                                                                                 |
| Pand met gevel onder rechte lijst                                                                                                  | Gebouw                   | 18e/19e eeuw                                     |                 | Kerkstraat 277  | 52° 21' 46" NB, 4° 53' 38" OL | 2864   | Pand met gevel onder rechte lijst                                                                    |
| Pand met gevel onder rechte lijst                                                                                                  | Gebouw                   | 18e/19e eeuw                                     |                 | Kerkstraat 279  | 52° 21' 46" NB, 4° 53' 39" OL | 2865   | Pand met gevel onder rechte lijst                                                                    |
| Verhoogd pand onder rechte lijst                                                                                                   | Gebouw                   | 18e/19e eeuw                                     |                 | Kerkstraat 283  | 52° 21' 46" NB, 4° 53' 39" OL | 2866   | Verhoogd pand onder rechte lijst                                                                     |
| Pand met klokgevel | Gebouw                   | ca. 1750                                         |                 | Kerkstraat 293  | 52° 21' 46" NB, 4° 53' 40" OL | 2867   | Pand met klokgevel                                                                                   |
| Pand met gevel onder latere puntgevel                                                                                              | Gebouw                   | ca. 1750                                         |                 | Kerkstraat 295  | 52° 21' 46" NB, 4° 53' 41" OL | 2868   | Pand met gevel onder latere puntgevel                                                                |
| Pand met puntgevel, later gewijzigd                                                                                                | Gebouw                   | 18e eeuw                                         |                 | Kerkstraat 297  | 52° 21' 46" NB, 4° 53' 41" OL | 2869   | Pand met puntgevel, later gewijzigd                                                                  |
| Koetshuis met puntgevel | Gebouw                   | 18e eeuw                                         |                 | Kerkstraat 299  | 52° 21' 46" NB, 4° 53' 41" OL | 2870   | Koetshuis met puntgevel                                                                              |
| Huis onder dwars dak waarin dakkapel                                                                                               | Gebouw                   | 18e eeuw                                         |                 | Kerkstraat 303  | 52° 21' 45" NB, 4° 53' 42" OL | 2871   | Huis onder dwars dak waarin dakkapel                                                                 |
| Huis onder dwars dak waarin dakkapel                                                                                               | Gebouw                   | 18e eeuw                                         |                 | Kerkstraat 305  | 52° 21' 45" NB, 4° 53' 43" OL | 2872   | Huis onder dwars dak waarin dakkapel                                                                 |
| Pand met gevel onder rechte lijst goede roedenverdeling                                                                            | Gebouw                   | eerste helft 19e eeuw                            |                 | Kerkstraat 307I | 52° 21' 45" NB, 4° 53' 43" OL | 2873   | Pand met gevel onder rechte lijst goede roedenverdeling                                              |
| Pand met gevel onder rechte lijst                                                                                                  | Gebouw                   | 19e eeuw                                         |                 | Kerkstraat 321A | 52° 21' 45" NB, 4° 53' 47" OL | 2874   | Pand met gevel onder rechte lijst                                                                    |
| Pand met gevel onder rechte lijst                                                                                                  | Gebouw                   | 18e/19e eeuw                                     |                 | Kerkstraat 323  | 52° 21' 45" NB, 4° 53' 47" OL | 2875   | Pand met gevel onder rechte lijst                                                                    |
| Pand met klokgevel onder rollagen en fronton                                                                                       | Gebouw                   | mogelijk 18e eeuw                                |                 | Kerkstraat 329  | 52° 21' 45" NB, 4° 53' 48" OL | 2876   | Pand met klokgevel onder rollagen en fronton                                                         |
| Pand, vanwege de zandstenen onderdelen van de gevelhals en de gevelsteen                                                           | Gebouw                   | laatste helft 17e eeuw                           |                 | Kerkstraat 367  | 52° 21' 46" NB, 4° 53' 53" OL | 2877   | Pand, vanwege de zandstenen onderdelen van de gevelhals en de gevelsteen                             |
| Pand met klokgevel onder rollagen, later gewijzigd                                                                                 | Gebouw                   | 18e eeuw                                         |                 | Kerkstraat 385  | 52° 21' 47" NB, 4° 53' 56" OL | 2878   | Pand met klokgevel onder rollagen, later gewijzigd                                                   |
| Pand met gevel onder rechte lijst met consoles                                                                                     | Gebouw                   | mogelijk 18e eeuw                                |                 | Kerkstraat 387  | 52° 21' 47" NB, 4° 53' 57" OL | 2879   | Pand met gevel onder rechte lijst met consoles                                                       |
| Pand met gevel op houten pui en onder rechte houten lijst                                                                          | Gebouw                   | eerste helft 19e eeuw                            |                 | Kerkstraat 435  | 52° 21' 48" NB, 4° 54' 2" OL  | 2880   | Pand met gevel op houten pui en onder rechte houten lijst                                            |
| Pand met halsgevel | Gebouw                   | eerste helft 18e eeuw                            |                 | Kerkstraat 445  | 52° 21' 48" NB, 4° 54' 3" OL  | 2881   | Pand met halsgevel                                                                                   |
| Complex beneden- en bovenwoningen met gevel onder rechte lijst en drie deuromlijstingen                                            | Gebouw                   | eerste helft midden 19e eeuw                     |                 | Kerkstraat 449  | 52° 21' 48" NB, 4° 54' 4" OL  | 2882   | Complex beneden- en bovenwoningen met gevel onder rechte lijst en drie deuromlijstingen              |
| Pand met gevel onder verhoogde lijst met consoles                                                                                  | Woonhuis                 | ca. 1725                                         |                 | Kerkstraat 264  | 52° 21' 46" NB, 4° 53' 36" OL | 2919   | Pand met gevel onder verhoogde lijst met consoles                                                    |
| Pand met puntgevel | Gebouw                   | 18e of begin 19e eeuw                            |                 | Kerkstraat 276  | 52° 21' 46" NB, 4° 53' 37" OL | 2920   | Meer afbeeldingen                                                                                    |
| Pand met klokgevel | Gebouw                   | 17e eeuw                                         |                 | Kerkstraat 278  | 52° 21' 46" NB, 4° 53' 37" OL | 2921   | Meer afbeeldingen                                                                                    |
| Pand met klokgevel | Gebouw                   | tweede helft 17e eeuw                            |                 | Kerkstraat 280  | 52° 21' 45" NB, 4° 53' 37" OL | 2922   | Meer afbeeldingen                                                                                    |
| Pand met puntgevel | Gebouw                   | 17e/19e eeuw                                     |                 | Kerkstraat 288  | 52° 21' 45" NB, 4° 53' 38" OL | 2923   | Meer afbeeldingen                                                                                    |
| Pand met puntgevel | Gebouw                   | 17e/19e eeuw                                     |                 | Kerkstraat 290  | 52° 21' 45" NB, 4° 53' 38" OL | 2924   | Meer afbeeldingen                                                                                    |
| Pand met klokgevel | Gebouw                   | derde kwart 18e eeuw                             |                 | Kerkstraat 292  | 52° 21' 45" NB, 4° 53' 39" OL | 2925   | Meer afbeeldingen                                                                                    |
| Pand met gevel onder rechte lijst, later vernieuwd                                                                                 | Gebouw                   | 18e/19e eeuw                                     |                 | Kerkstraat 294I | 52° 21' 45" NB, 4° 53' 39" OL | 2926   | Meer afbeeldingen                                                                                    |
| Pand met klokgevel met gekuifde deuromlijsting                                                                                     | Gebouw                   | derde kwart 18e eeuw                             |                 | Kerkstraat 296  | 52° 21' 45" NB, 4° 53' 39" OL | 2927   | Meer afbeeldingen                                                                                    |
| Pand met klokgevel met gekuifde deuromlijsting en louis                                                                            | Gebouw                   | derde kwart 18e eeuw                             |                 | Kerkstraat 298  | 52° 21' 45" NB, 4° 53' 39" OL | 2928   | Meer afbeeldingen                                                                                    |
| Pand met klokgevel | Woonhuis                 | 17e/19e eeuw                                     |                 | Kerkstraat 300A | 52° 21' 45" NB, 4° 53' 39" OL | 2929   | Meer afbeeldingen                                                                                    |
| Huisje onder dwars dak | Gebouw                   | 18e of begin 19e eeuw                            |                 | Kerkstraat 302  | 52° 21' 45" NB, 4° 53' 40" OL | 2930   | Meer afbeeldingen                                                                                    |
| Huisje onder dwars dak | Gebouw                   | 18e of begin 19e eeuw                            |                 | Kerkstraat 304  | 52° 21' 45" NB, 4° 53' 40" OL | 2931   | Meer afbeeldingen                                                                                    |
| Huis onder dwars dak | Gebouw                   | 17e of begin 19e eeuw                            |                 | Kerkstraat 306  | 52° 21' 45" NB, 4° 53' 40" OL | 2932   | Meer afbeeldingen                                                                                    |
| Huis onder dwars dak | Gebouw                   | 17e of begin 19e eeuw                            |                 | Kerkstraat 308  | 52° 21' 45" NB, 4° 53' 40" OL | 2933   | Meer afbeeldingen                                                                                    |
| Huis met ingang aan de straat, doch verder slechts een negen vensters brede achtervleugel                                          | Gebouw                   | derde kwart 18e eeuw                             |                 | Kerkstraat 310  | 52° 21' 45" NB, 4° 53' 41" OL | 2934   | Meer afbeeldingen                                                                                    |
| Pand met gevel onder rechte lijst met attiekverdieping                                                                             | Gebouw                   | 18e of mogelijk 19e eeuw                         |                 | Kerkstraat 316  | 52° 21' 45" NB, 4° 53' 41" OL | 2935   | Pand met gevel onder rechte lijst met attiekverdieping                                               |
| Pand met gevel onder rechte lijst met attiekverdieping                                                                             | Gebouw                   | 18e of mogelijk 19e eeuw                         |                 | Kerkstraat 318  | 52° 21' 45" NB, 4° 53' 42" OL | 2936   | Pand met gevel onder rechte lijst met attiekverdieping                                               |
| Pand met gevel onder rechte lijst met attiekverdieping                                                                             | Gebouw                   | 18e of mogelijk 19e eeuw                         |                 | Kerkstraat 320  | 52° 21' 45" NB, 4° 53' 42" OL | 2937   | Pand met gevel onder rechte lijst met attiekverdieping                                               |
| Pakhuis met brede zijde aan de straat waarin gevelsteen                                                                            | Gebouw                   | 1688                                             |                 | Kerkstraat 322  | 52° 21' 46" NB, 4° 53' 38" OL | 2938   | Meer afbeeldingen                                                                                    |
| Pand met klokgevel | Gebouw                   | 1673                                             |                 | Kerkstraat 324  | 52° 21' 45" NB, 4° 53' 44" OL | 2939   | Meer afbeeldingen                                                                                    |
| Pand met klokgevel met gesneden pui                                                                                                | Gebouw                   | 18e eeuw                                         |                 | Kerkstraat 326  | 52° 21' 45" NB, 4° 53' 44" OL | 2940   | Meer afbeeldingen                                                                                    |
| Pand met gevel onder recht gesneden lijst met consoles                                                                             | Gebouw                   | derde kwart 19e eeuw                             |                 | Kerkstraat 328  | 52° 21' 45" NB, 4° 53' 44" OL | 2941   | Meer afbeeldingen                                                                                    |
| Pand met klokgevel | Gebouw                   | derde kwart 18e eeuw                             |                 | Kerkstraat 338  | 52° 21' 46" NB, 4° 53' 56" OL | 2942   | Pand met klokgevel                                                                                   |
| Pand met gevel onder rechte lijst met dakvoorschot                                                                                 | Gebouw                   | eerste helft 19e eeuw                            |                 | Kerkstraat 364  | 52° 21' 47" NB, 4° 53' 59" OL | 2943   | Pand met gevel onder rechte lijst met dakvoorschot                                                   |
| Pand met gevel onder rechte lijst met consoles en dakvoorschot                                                                     | Gebouw                   | midden 19e eeuw                                  |                 | Kerkstraat 368  | 52° 21' 47" NB, 4° 53' 60" OL | 2944   | Pand met gevel onder rechte lijst met consoles en dakvoorschot                                       |
| Pand met klokgevel, afdekking verdwenen                                                                                            | Gebouw                   | derde kwart 17e eeuw                             |                 | Kerkstraat 376  | 52° 21' 47" NB, 4° 54' 0" OL  | 2945   | Pand met klokgevel, afdekking verdwenen                                                              |
| Pand met halsgevel | Gebouw                   | derde kwart 17e eeuw                             |                 | Kerkstraat 396B | 52° 21' 47" NB, 4° 54' 3" OL  | 2946   | Upload foto                                                                                          |
| Pand waarvan de gevel in de 19e eeuw met een verdieping onder primitieve lijst is verhoogd                                         | Gebouw                   | 18e/19e eeuw                                     |                 | Kerkstraat 400A | 52° 21' 48" NB, 4° 54' 3" OL  | 2947   | Upload foto                                                                                          |
| Pand met tot puntgevel gewijzigde klokgevel met gevelsteen                                                                         | Woonhuis                 | 1672                                             |                 | Kerkstraat 402A | 52° 21' 47" NB, 4° 54' 3" OL  | 2948   | Pand met tot puntgevel gewijzigde klokgevel met gevelsteen                                           |
| Pand met klokgevel met gevelsteen                                                                                                  | Gebouw                   | 1672                                             |                 | Kerkstraat 406  | 52° 21' 48" NB, 4° 54' 4" OL  | 2949   | Meer afbeeldingen                                                                                    |
| Pand met klokgevel met gevelsteen                                                                                                  | Gebouw                   | 1672                                             |                 | Kerkstraat 408  | 52° 21' 48" NB, 4° 54' 4" OL  | 2950   | Meer afbeeldingen                                                                                    |
| Pand onder dwars dak met houten pui                                                                                                | Woonhuis                 | 17e eeuw                                         |                 | Kerkstraat 414  | 52° 21' 48" NB, 4° 54' 5" OL  | 2951   | Pand onder dwars dak met houten pui                                                                  |
| Pand onder dwars dak | Woonhuis                 | 17e eeuw                                         |                 | Kerkstraat 416  | 52° 21' 48" NB, 4° 54' 5" OL  | 2952   | Pand onder dwars dak                                                                                 |
| Pand met gepleisterde gevel | Gebouw                   | mogelijk 18e eeuw                                |                 | Kerkstraat 418  | 52° 21' 48" NB, 4° 54' 5" OL  | 2953   | Pand met gepleisterde gevel                                                                          |